# 王坊镇
王坊镇，是中华人民共和国湖南省株洲市醴陵市下辖的一个乡镇级行政单位。

## 行政区划
王坊镇下辖以下地区：
桥头社区、三角坪社区、联盟村、王坊村、荷花垅村、灌冲村、温泉村、石山村、泮川村、大屏村、杨林村和渌石村。